# Aschbach (Wern)
Der Aschbach ist ein knapp 17 km langer und rechter Zufluss der Wern in Bayern, der in den beiden unterfränkischen Landkreisen  Bad Kissingen und Main-Spessart verläuft.

## Geographie

### Verlauf
Der Aschbach entspringt im  Landkreis Bad Kissingen auf einer Höhe von 275 m ü. NHN südlich des Lagers Hammelburg, in der Nähe der Bildeiche. Er verläuft zunächst in südliche Richtung, entlang der St 2294 nach Gauaschach, einem Stadtteil von Hammelburg. Dort fließt er in den Landkreis Main-Spessart und wechselt seine Fließrichtung nach Südwesten. Über Obersfeld, Hundsbach, Bühler und Münster erreicht er Aschfeld, wo er die B 27 unterquert und auf einer Höhe von 173 m ü. NHN von rechts in die Wern mündet. Sein 16,62 km langer Lauf endet etwa 102  Höhenmeter unterhalb seiner Quelle, er hat somit ein mittleres Sohlgefälle von circa 6,1 ‰.

### Zuflüsse
- Plassengraben (links)
- Hundsbach (rechts), 8,5 km und 26,5 km[4]
- Bachertsgraben (links)
- Wolfsgraben (links)
- Rennergraben (links)
- (Bach aus dem Kühlen Loch) (rechts)
- Heßlarergraben (links)

### Flusssystem Wern
- Fließgewässer im Flusssystem Wern